# Marysia și Napoleon
Marysia și Napoleon (în poloneză Marysia i Napoleon) este un film de comedie cu substrat istoric polonez din 1966, regizat de Leonard Buczkowski. Scenariul filmului a fost inspirat dintr-o piesă de teatru omonimă scrisă de Andrzej Jarecki⁠(d) și reprezentată în premieră în 1964 pe scena Teatrului Powszechny⁠(d) din Varșovia. Acțiunea filmului se desfășoară în două perioade: contemporană și istorică (perioada ocupării Poloniei de către armata lui Napoleon).

## Rezumat
Napoleon Beranger, un tânăr filolog francez interesat de limba poloneză, vine cu o bursă la Varșovia în a doua jumătate a secolului al XX-lea. În timpul unei deplasări cu mașina către o convenție științifică, face un ocol și se oprește la un palat vechi⁠(d) din satul Walewice⁠(d). Acel palat a aparținut mai demult șambelanei Maria Walewska, iubita împăratului francez Napoleon Bonaparte, care și-a folosit favorurile personale pentru a aduce servicii patriei sale, iar pe unul din pereții săi se află portretele celor două personaje istorice.
Beranger întâlnește acolo, din întâmplare, o femeie poloneză frumoasă pe nume Marysia, studentă la istoria artei. Cei doi eroi moderni remarcă asemănarea izbitoare a lor cu personajele istorice și, ca prin magie, călătoresc cu imaginația în perioada napoleoniană, unde joacă rolul lui Napoleon și al doamnei Walewska. Această călătorie în trecut îi face pe omul de știință francez și pe tânăra studentă poloneză să se îndrăgostească.

## Distribuție
- Beata Tyszkiewicz — șambelana Maria Walewska / Marysia
- Gustaw Holoubek — Napoleon Bonaparte / Napoleon Beranger
- Juliusz Łuszczewski⁠(d) — șambelanul Anastazy Walewski⁠(d), soțul Mariei Walewska / unchiul Marysiei, administratorul Hergheliei din Walewice⁠(d)
- Halina Kossobudzka⁠(d) — ducesa Jabłonowska, sora lui Anastazy Walewski
- Ignacy Machowski⁠(d) — generalul Géraud Duroc, marele mareșal al Palatului Imperial
- Kazimierz Rudzki⁠(d) — Talleyrand, diplomat francez
- Anna Ciepielewska⁠(d) — servitoarea doamnei Walewska / domnișoara Marta
- Bogumił Kobiela⁠(d) — Michel, majordomul lui Walewski / Michał
- Wieńczysław Gliński⁠(d) — Paweł Łączyński, fratele Mariei Walewska
- Andrzej Zaorski⁠(d) — Porajski / colegul Marysiei
- Ewa Krasnodębska⁠(d) — contesa Anetka Potocka⁠(d), nobilă și diaristă poloneză
- Ewa Berger-Jankowska⁠(d) — madame de Vauban
- Renata Kossobudzka⁠(d) — doamna Chodkiewiczowa
- Władysław Krasnowiecki⁠(d) — Stanisław Małachowski⁠(d), nobil și om politic polonez
- Henryk Szletyński⁠(d) — Józef Wybicki, poet polonez
- Kazimierz Wilamowski⁠(d) — Breza
- Wiktor Biegański⁠(d) — artistocrat polonez
- Saturnin Żórawski⁠(d) — Louis Constant Wairy⁠(d), valetul lui Napoleon Bonaparte (menționat Saturnin Żurawski)
- Zdzisław Maklakiewicz — prințul polonez Józef Poniatowski
- Barbara Horawianka⁠(d) — regina Louise a Prusiei
- Zbigniew Józefowicz — grădinar / vizitiul Domagalski
- Krzysztof Chamiec⁠(d) — Krzysztof, un ofițer care se duelează cu Łączyński
- Marian Kociniak — ofițerul aflat de gardă în fața palatului
- Leonard Andrzejewski⁠(d) (nemenționat)
- Bogdan Baer⁠(d) — ghidul turistic (nemenționat)
- Hanna Bedryńska⁠(d) — contesă (nemenționată)
- Janina Borońska⁠(d) — slujnică (nemenționată)
- Józef Duriasz⁠(d) — santinelă (nemenționat)
- Jan Englert — colegul Marysiei (nemenționat)
- Wanda Jakubińska⁠(d) — o doamnă (nemenționată)
- Jerzy Kaczmarek⁠(d) — ofițerul Bertrand (nemenționat)
- Jonasz Kofta — băiatul care dansează în clubul studențesc (nemenționat)
- Krzysztof Kowalewski — ofițer (nemenționat)
- Irena Laskowska⁠(d) (nemenționată)
- Jolanta Lothe⁠(d) — fata de la bar, colega Marysiei (nemenționată)
- Irena Malkiewicz⁠(d) — contesă (nemenționată)
- Zygmunt Malawski⁠(d) — ofițer (nemenționat)
- Andrzej May⁠(d) — un ofițer trimis de Napoleon la Gdańsk (nemenționat)
- Tadeusz Ordeyg — contele Łubieński (nemenționat)
- Teresa Szmigielówna⁠(d) — o doamnă invitată la bal (nemenționată)

## Producție
Povestea de dragoste dintre împăratul francez Napoleon și contesa poloneză Maria Walewska, care a durat mai puțin de trei ani (de la începutul anului 1807 până în 1810, când Napoleon s-a căsătorit cu arhiducesa austriacă Marie Louise), i-a inspirat adesea pe cineaști. Unul dintre primele filme realizate pe această temă a fost Contesa Walewska (1937), realizat la Hollywood de compania americană Metro-Goldwyn-Mayer cu vedete precum Charles Boyer și Greta Garbo.
Scenariul filmului Marysia și Napoleon a fost scris de regizorul Leonard Buczkowski și dramaturgul Andrzej Jarecki⁠(d) și a avut la bază o piesă de teatru omonimă scrisă de Jarecki și reprezentată în premieră în 1964 pe scena Teatrului Powszechny⁠(d) din Varșovia. Cei doi scenariști au reprezentat povestea istorică de dragoste într-un mod modern, prin intermediul unui cuplu contemporan de îndrăgostiți.
Filmările s-au desfășurat în localitatea Walewice⁠(d) (în special în Palatul Walewski⁠(d)), precum și la Jabłonna⁠(d) și Varșovia.

## Premii
Marysia și Napoleon a obținut în 1967 o distincție la Festivalul Internațional de Film de la Barcelona.